# Bátor, Heves
Bátor  este un sat în districtul Eger, județul Heves, Ungaria, având o populație de 368 de locuitori (2011). 

## Demografie
Componența etnică a satului Bátor
     Maghiari (98,99%)
     Necunoscut (1,01%)
     Alții (1,01%)
Componența confesională a satului Bátor
     Romano-catolici (58,42%)
     Fără religie (7,07%)
     Reformați (3,26%)
     Atei (1,09%)
     Necunoscută (30,16%)
Conform recensământului din 2011, satul Bátor avea 368 de locuitori. Din punct de vedere etnic, majoritatea locuitorilor (98,99%) erau maghiari. Apartenența etnică nu este cunoscută în cazul a 1,01% din locuitori.  Din punct de vedere confesional, majoritatea locuitorilor (58,42%) erau romano-catolici, existând și minorități de persoane fără religie (7,07%), reformați (3,26%) și atei (1,09%). Pentru 30,16% din locuitori nu este cunoscută apartenența confesională.